# Antoine Castille
 (février 2020).
Si vous disposez d'ouvrages ou d'articles de référence ou si vous connaissez des sites web de qualité traitant du thème abordé ici, merci de compléter l'article en donnant les références utiles à sa vérifiabilité et en les liant à la section « Notes et références ».
Antoine Castille est un réalisateur belge de cinéma.
Entre 1921 et 1938, il tourne de très nombreux documentaires. Avant Henri Storck, en filmant les fêtes de Belgique, il se lance dans une vaste entreprise d'ethnologie intérieure. Aussi avant Storck, il filme les gestes du travail traditionnel. Ses films sont des documents anthropologiques sur une époque révolue. Il travaille souvent avec Joseph-Maurice Remouchamps, méticuleux collectionneur de documents et d’objets qui utilise le cinéma pour enregistrer les traces des arts et traditions populaires.
Par ailleurs, il filme nombre de cas pathologiques et, grâce à lui, le neuropsychiatre Ovide Decroly, formé à l’Université de Gand, met la pellicule au service de ses études sur la psychologie génétique : le pédagogue peut ainsi observer le comportement des enfants au fil des ans. Ces films datent de 1923 (par exemple Réactions d'une enfant de deux ans 2 mois (26 mois) atteinte d'un retard dans l'évolution du mouvement) ou de 1932 avec le professeur Léon Laruelle (1876-1960) (par exemple Hémorragie cérébrale ou Procédés de sensibilation du système nerveux ou Encéphalo-myélite subaiguë.)
En 1927, c'est Antoine Castille qui filme le fameux Combat de boxe de Charles Dekeukeleire.
Antoine Castille semble n'avoir rien tourné en 1922 et entre 1934 et 1937.	

## Filmographie partielle
- Marche de la Madeleine à Jumet (1921)
- Le cardinal Mercier (1921)
- Vignobles hutois (1924)
- Goûter matrimonial d'Ecaussinnes-Lelaing (1924)
- Jeu du drapeau en Brabant Wallon (1925)
- Les canons damas à Nessonvaux (1925), réalisé avec André Simon
- La procession de la Pucelette (1926)
- Géants d'Ath (1926)
- La Ducasse de Mons (1926)
- Travail du bois (1927)
- Procession de la Sarte (1928)
- Marche de la Saint-Feuillen (1928)
- Carnaval de Malmédy (1928)
- Tissage à la main de la toile (1929)
- Dernier boulanger de la région liégeoise pétrissant à la main (1929)
- Carnaval de Binche (1930), réalisé avec Joseph-Maurice Remouchamps
- Travaux agricoles (1931)
- Forge à "Maka" de Chaudfontaine (1931)
- Chargeuses et chargeurs de bateau (1933)
- La journée d'un cavalier au 1er lanciers à Spa, avant la motorisation (1937)
- Fabrication de la dentelle (1937)
- Flottage du bois sur la Semois (1938)
- Concours hippique à Spa (1938)
- Concours de chants de pinsons à Verviers (1938)
- Charbonniers (1938)